# Energia eòlica
L'energia eòlica és l'energia obtinguda del vent, és a dir, l'energia cinètica generada per l'efecte dels corrents d'aire, i que és transformada en altres formes útils per a les activitats humanes. El terme eòlic prové del llatí Aeolicus, pertanyent o relatiu a Èol, déu dels vents a la mitologia grega. L'energia eòlica ha estat aprofitada des de l'antiguitat per a moure els vaixells impulsats per veles o fer funcionar la maquinària de molins al moure les seves pales.
L'energia eòlica és una energia verda abundant, renovable, neta. Ajuda a disminuir les emissions de gasos d'efecte d'hivernacle (GEH) quan reemplaça centrals termoelèctriques que funcionen amb combustibles fòssils o nuclears. Tot i així, el seu principal inconvenient és la seva intermitència. Actualment, l'energia eòlica és utilitzada principalment per a produir energia elèctrica mitjançant aerogeneradors. Cap a la fi de 2019, la capacitat mundial dels generadors eòlics era de 650 gigawatts i 10% del consum elèctric mundial el 2020.

## Producció
L'energia del vent es troba relacionada amb el moviment de les masses d'aire que es desplacen d'àrees d'alta pressió atmosfèrica cap a d'altres adjacents de baixa pressió, amb velocitats proporcionals al gradient de pressió. Els vents són generats a causa de l'escalfament no uniforme de la superfície terrestre per part de la radiació solar. Entre l'1 i el 2% de l'energia provinent del sol es converteix en vent. Durant el dia, les masses d'aire sobre els oceans, els mars i els llacs es mantenen fredes amb relació a les àrees veïnes situades sobre les masses continentals.
Els continents absorbeixen una menor quantitat de llum solar, i per tant, l'aire que es troba sobre la terra s'expandeix, i es fa més lleuger i s'eleva. L'aire més fred i pesat que prové dels mars, oceans i grans llacs es posa en moviment per ocupar el lloc deixat per l'aire calent.

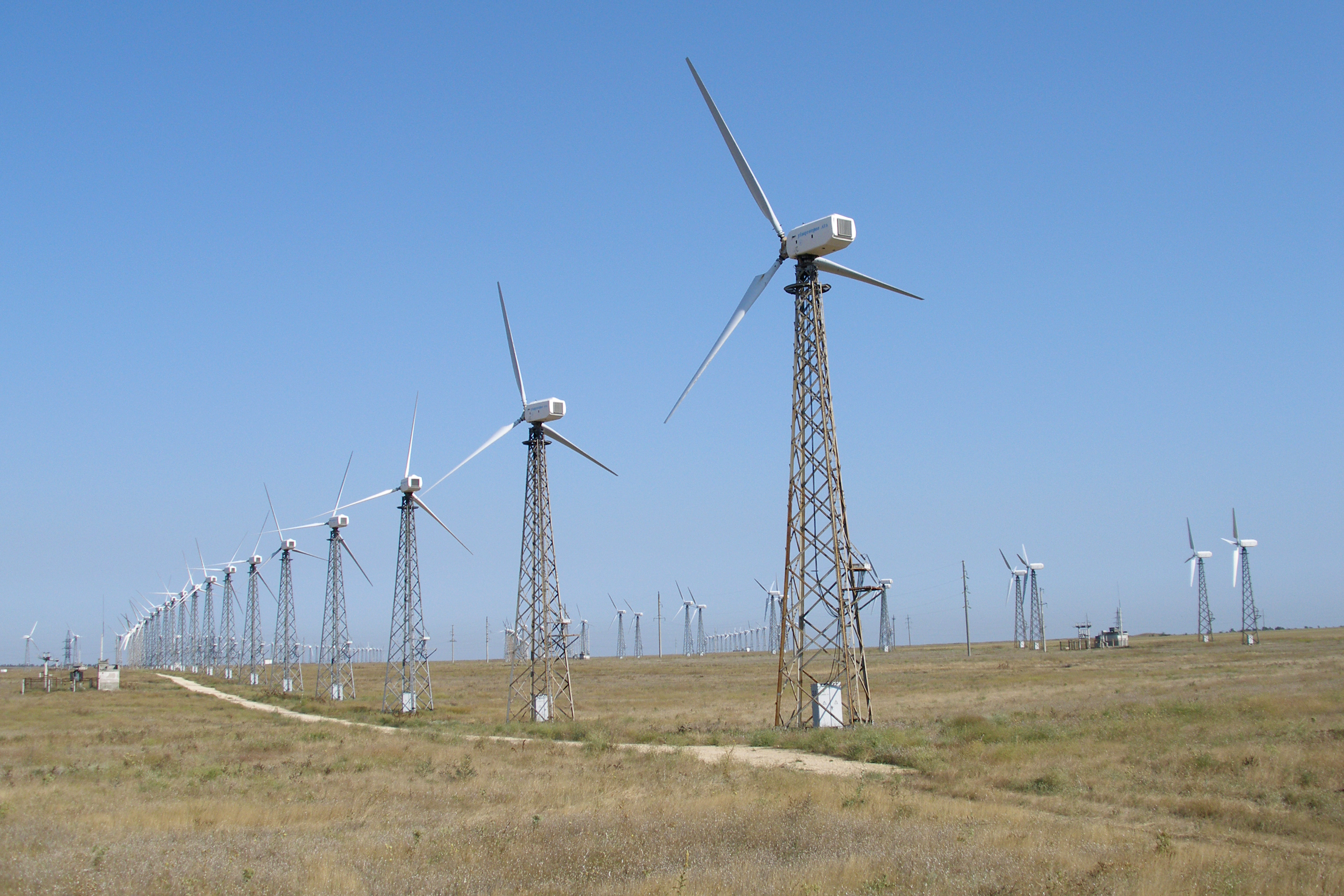
Parc eòlic

Per a poder aprofitar l'energia eòlica és important conèixer les variacions diürnes i nocturnes i estacionals dels vents, la variació de la velocitat del vent respecte de l'altura sobre el sòl, l'entitat de les ràfegues en breus espais de temps, i valors màxims ocorreguts en sèries històriques de dades amb una duració mínima de vint anys. És també important conèixer la velocitat màxima del vent. Per profitar l'energia del vent, és necessari que aquest tingui una velocitat mínima de 12 km/h, i que no superi els 65 km/h
L'energia del vent és utilitzada mitjançant l'ús de màquines eòliques (o aeromotors), capaços de transformar l'energia eòlica en energia mecànica de rotació utilitzable, ja sigui per accionar directament les màquines operatives, com per a la producció d'energia elèctrica. En aquest últim cas, el sistema de conversió, que comprèn un generador cinètic amb els seus sistemes de control i de connexió a la xarxa, és conegut com a aerogenerador.
La baixa densitat energètica de l'energia eòlica per unitat de superfície, té com a conseqüència la necessitat de procedir a la instal·lació de més màquines per a l'aprofitament dels recursos disponibles. En l'actualitat s'utilitza, sobretot, per a moure aerogeneradors. En aquests, l'energia eòlica mou una hèlix i, mitjançant un sistema de transmissió mecànic, es fa girar el rotor d'un generador, normalment un alternador, que produeix energia elèctrica. La concentració d'instal·lacions en «parcs eòlics» (diversos aerogeneradors implantats al territori connectats a una única línia que els connecta a la xarxa elèctrica), n'augmenta la rendibilitat.

## Història
Un molí és una màquina que transforma el vent en energia aprofitable, que prové de l'acció de la força del vent sobre unes aspes obliqües unides a un eix comú. L'eix rotatori pot connectar-se a diferents tipus de maquinària per a moldre gra, bombar aigua o generar electricitat. Quan l'eix es connecta a una càrrega, com una comba, rep el nom de molí de vent. Si s'utilitza per a produir electricitat es denomina generador de turbina de vent. Els molins tenen un origen remot.

### Els primers molins
La referència més antiga que hi ha, és un molí de vent que va ser utilitzat per a fer funcionar un orgue al segle i. Els primers molins d'ús pràctic es van construir a l'Afganistan, al segle vii. Aquests molins d'eix vertical amb fulles rectangulars eren aparells fets amb 6 o 8 veles de molí cobertes amb tela per a moldre blat o bombar aigua.

### Europa
A Europa els primers molins van aparèixer el segle xii a França i Anglaterra i es van distribuir pel continent. Eren unes estructures de fusta, conegudes com a torres de molí, que es feien girar a mà al voltant d'una columna central per a aixecar les seves aspes al vent. El molí de torre es va desenvolupar a França al llarg del segle xiv. Consistia en una torre de pedra culminada amb una estructura rotativa de fusta que suportava l'eix del molí i la maquinària superior d'aquest.
Aquests primers exemplars tenien una sèrie de característiques comunes. De la part superior del molí sobresortia un eix horitzontal. D'aquest eix en sortien de quatre a vuit aspes, amb una longitud d'entre 3 i 9 metres. Les bigues de fusta es cobrien amb teles o planxes de fusta. L'energia generada pel gir de l'eix es transmetia, a través d'un sistema d'engranatges, a la maquinària del molí, emplaçada a la base de l'estructura.
Els molins d'eix horitzontal van ser utilitzats extensament a l'Europa Occidental per a moldre gra des de la dècada de 1180 en endavant. Només cal recordar els ja famosos molins de vent de les aventures de Don Quixot. Encara existeixen molins d'aquesta classe, per exemple als Països Baixos.

### Molins de bombar
Als Estats Units, el desenvolupament de molins de bombar, recognoscibles per les seves múltiples veles metàl·liques, va ser el factor principal que va permetre a l'agricultura i la ramaderia establir-se a grans àrees de Nord-amèrica, d'altra manera impossible sense accés fàcil a l'aigua. Aquests molins van contribuir a l'expansió del ferrocarril arreu del món, aportant l'aigua requerida per les necessitats de les locomotores a vapor.

### Turbines modernes
Actualment els aerogeneradors més utilitzats són els d'eix horitzontal i tres pales. Aquests tipologia d'aerogeneradors va ser desenvolupada a principis de 1980, quan les turbines de major potència proporcionaven 50 KW, avui en dia se'n fabriquen de fins a 8MW per aplicacions d'alta mar.

## Utilització de l'energia eòlica
La indústria de l'energia eòlica en temps moderns va començar el 1979 amb la producció en sèrie de turbines de vent pels fabricants Kuriant, Vestas, Nordtank i Bonus. Aquestes turbines eren petites per als estàndards actuals, amb capacitats de 20 a 30 kW cadascuna. D'aleshores ençà, la mida de les turbines ha crescut enormement, i la producció s'ha estès a molts països.

## Producció per països

Capacitat eòlica mundial total instal·lada

Producció d'energia eòlica dels països amb més ús de l'eòlica entre 2000 i 2015.

Hi ha una gran quantitat d'aerogeneradors operatius, amb una capacitat total a Europa de 205 GW a 2020, que cobreix el 15% de la seva demanda. En 2020, els majors productors d'energia eòlica son la Xina amb 405,7 TWh, els Estats Units amb 300,1 TWh, Alemanya 126,4 amb Twh, el Regne Unit amb 65,3, l'Índia amb 63,3, Brasil amb 56 i Espanya amb 55TWh.

### Energia eòlica a Espanya

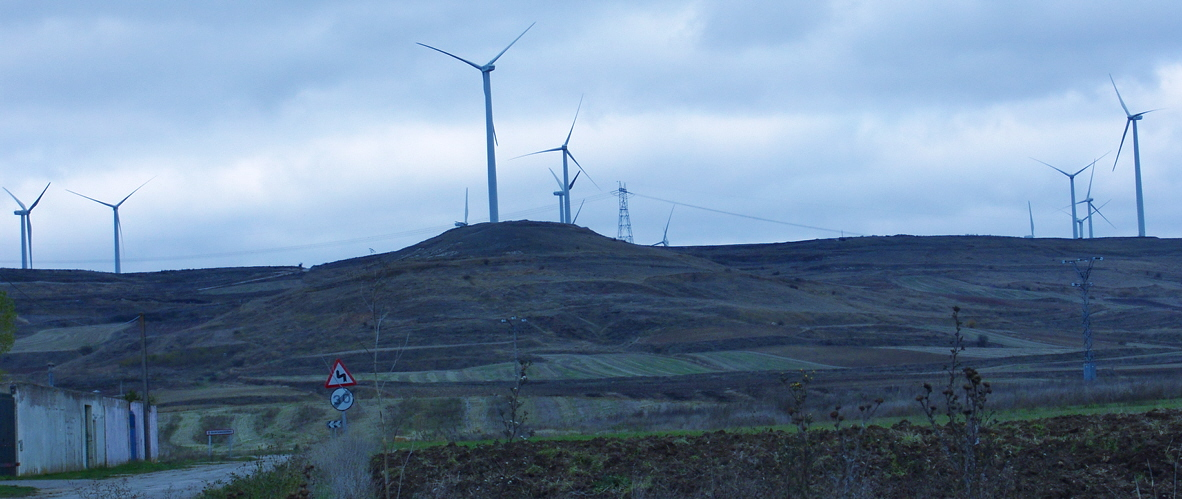
Parc eòlic "El Páramo", Alfoz de Quintanadueñas

En 2019, dels 2,3 GW que es produeixen, gairebé la meitat ho són a l'Aragó (1.102 MW), seguit a molta distància per Castella i Lleó amb 461 MW i Galícia amb 416 MW.

### Energia eòlica al Regne Unit
La minieòlica podria generar electricitat més barata que la de la xarxa en algunes zones rurals del Regne Unit, segons un estudi de Carbon Trust. Segons aquest informe, la minieòlica podria generar 1,5 terawatts/hora (TWh) l'any al Regne Unit, un 0,4% del consum total del país, evitant així l'emissió de 0,6 millions de tones de CO₂.

### Energia eòlica a Amèrica Llatina
El desenvolupament de l'energia eòlica a Amèrica Llatina el 2006 es trobava als seus inicis, arribat la capacitat instal·lada en diversos països a un total de prop de 473 MW:

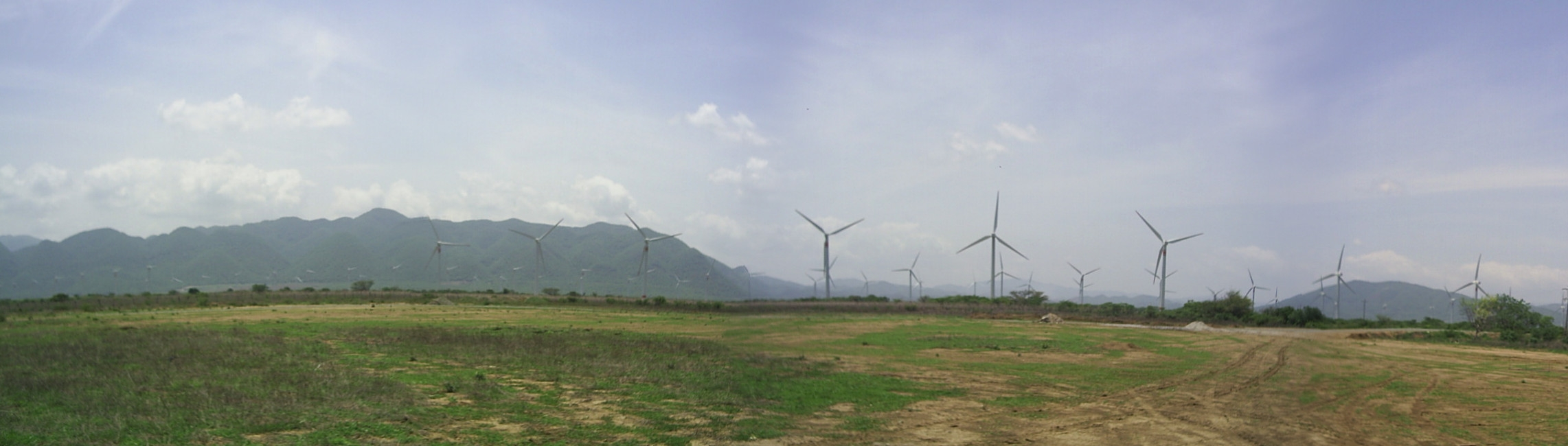
Central eoloelèctrica "La venta" ubicada a Oaxaca, Mèxic.

- Brasil: 256 MW
- Mèxic: 88 MW
- Costa Rica: 74 MW
- Argentina: 27 MW
- Xile: 20 MW
- Colòmbia: 20 MW
- Cuba: 5 MW
- Perú: 1 MW
- Altres països del Carib: 57 MW

### Energia eòlica a l'Àsia
El continent asiàtic, com a conjunt, s'ha incorporat tardanament a la producció eòlica, però al final de la primera dècada del segle xxi, està superant en dinamisme el tradicional mercat europeu, i també el renovat mercat americà i s'ha unit a l'ús d'energia eòlica.
Si bé el Japó inicià cap a la fi del segle xx les primeres instal·lacions eòliques, el ritme de creixement ha resultat molt pausat, gairebé tímid, malgrat disposar d'un fabricant propi, i reconegut, com és Mitsubishi.
L'Índia, en canvi, ha seguit un creixement més sostingut, i en paral·lel al creixement mundial, donant l'oportunitat de crear una gran companyia pròpia de fabricació d'aerogeneradors, Suzlon.
La irrupció de la Xina, aquest final de la 1a dècada del segle, ha estat espectacular, capgirant tots els rànkings establerts. En 2009 la Xina, a més de doblar durant quatre anys seguits la potència instal·lada l'any anterior, va superar la instal·lació anual americana i, també, la del conjunt dels països europeus. De retruc, Àsia, haurà esdevingut per primera vegada, el més gran mercat eòlic mundial.

## Avantatges de l'energia eòlica
- És un tipus d'energia renovable, ja que té el seu origen en processos atmosfèrics deguts a l'energia que arriba a la Terra procedent del sol.
- És una energia neta, ja que no produeix emissions atmosfèriques ni residus contaminants.
- No requereix una combustió que produeixi diòxid de carboni (C0₂), per la qual cosa no contribueix a l'increment de l'efecte d'hivernacle ni al canvi climàtic.
- Pot instal·lar-se en espais no aptes per altres finalitats, com per exemple a zones desèrtiques, pròximes a la costa, a vessants àrides i massa verticals per a ser cultivables.
- Pot conviure amb altres usos del sól, per exemple prats per a ús ramader o cultius baixos com el blat, blat de moro, patates, remolatxa, etc.
- Crea llocs de treball a les plantes de fabricació i muntatge i a les zones d'instal·lació.
- La seva instal·lació és ràpida, entre sis mesos i un any.
- La seva inclusió en un sistema interlligat permet, quan les condicions del vent són adequades, estalviar combustible a les centrals tèrmiques o aigua als embassaments de les centrals hidroelèctriques.
- La seva utilització, combinada amb altres tipus d'energia, generalment la solar, permet l'autoalimentació d'habitatges, acabant així amb la necessitat de connectar-se a xarxes de subministrament, permetent autonomies superiors a les 82 hores, sense alimentació des de cap dels dos sistemes.
- La situació actual permet cobrir la demanda energètica d'Espanya en un 30% a causa de la múltiple situació dels parcs eòlics sobre el territori, compensant la baixa producció d'uns per la falta de vent amb l'alta producció a les zones amb més vent. L'organització del sistema elèctric permet estabilitzar la forma d'ona produïda en la generació elèctrica resolent els problemes que presentaven els aerogeneradors com a productors d'energia estables al començament de la seva instal·lació.
- Possibilitat de construir parcs eòlics al mar, on el vent és més fort, més constant i l'impacte social és menor, tot i que augmenten els costos d'instal·lació i manteniment. Els parcs offshore són una realitat a països del nord d'Europa, com Dinamarca, on la generació eòlica comença a ser un factor prou important.

## Inconvenients de l'energia eòlica

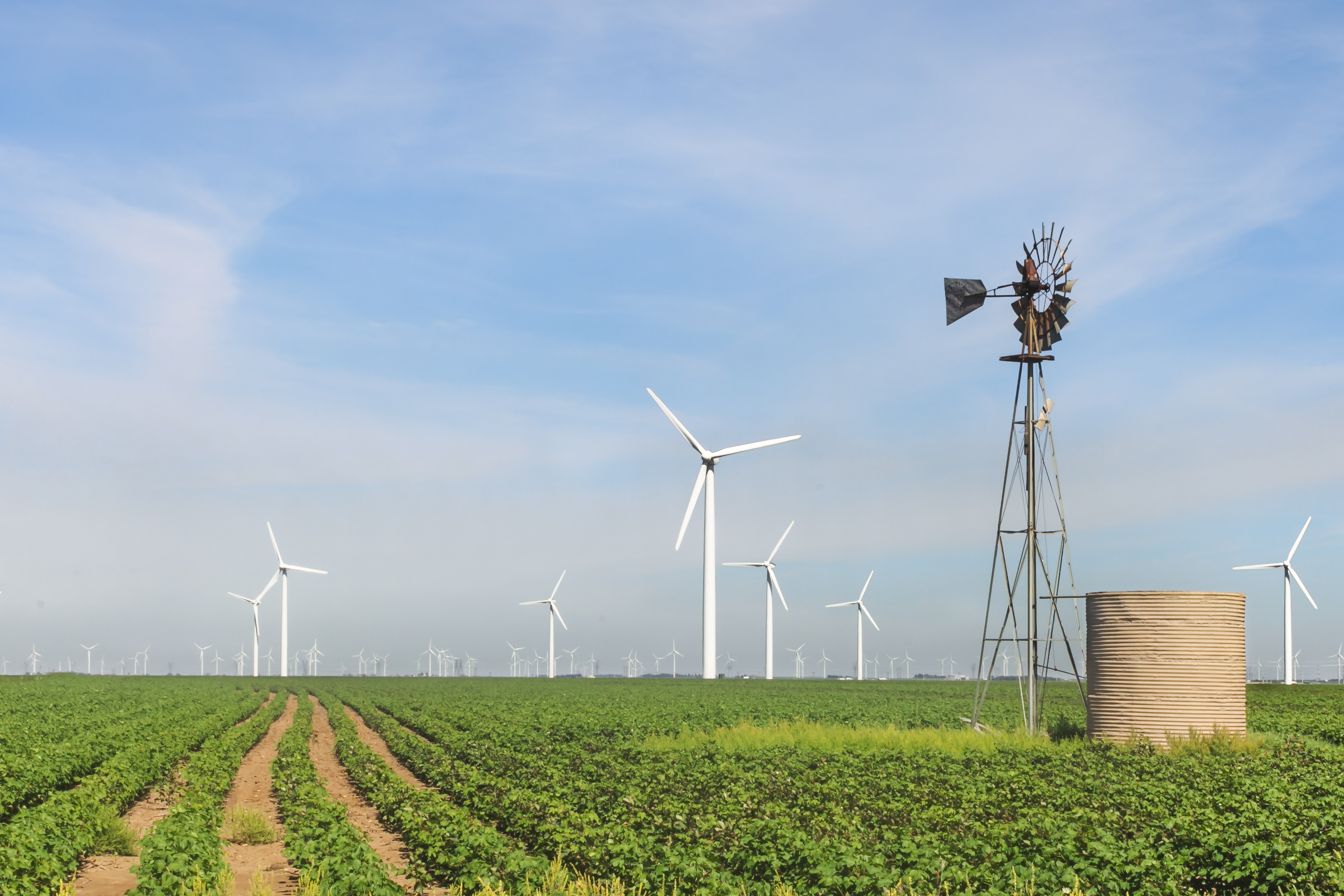
Roscoe Wind Farm in West Texas

### Aspectes tècnics
Degut a la falta de seguretat en l'existència de vent, l'energia eòlica no pot ser utilitzada com a única font d'energia elèctrica.
Per tant, per resoldre les caigudes en la producció d'energia eòlica, és indispensable un suport de les energies convencionals (centrals de carbó o de cicle combinat, per exemple, i més recentment les de carbó net). Tot i així, quan donen suport a l'eòlica, les centrals de carbó no poden funcionar a ple rendiment, que se situa a un 90% de la potència. Han de quedar-se molt per sota d'aquest percentatge, per a poder pujar substancialment la seva producció en el moment en què afluixi el vent. Per tant, en el mode de suport, les centrals tèrmiques consumeixen més combustible per kW/h produït. També, pujar i baixar la producció cada cop que canvia la velocitat del vent desgasta més la maquinària. Aquest problema del suport a Espanya es vol tractar de resoldre amb una interconnexió amb França, que permeti utilitzar el sistema europeu com a matalàs de la variabilitat eòlica.
A més, la variabilitat en la producció d'energia eòlica comporta dues conseqüències importants:
- Per a transportar l'electricitat produïda per un parc eòlic (que es troben on hi ha molt de vent i no es poden construir prop del lloc de consumició) és necessari construir línies d'alta tensió. Tot i això, la mitjana de tensió a conduir serà molt més baixa. Això implica posar cables quatre vegades més gruixuts, i sovint, torres molt altes, per acomodar correctament les puntes de producció.
- És necessari suplir les baixades de tensió eòliques instantàniament (augmentant la producció de les centrals tèrmiques), ja que si no es fa així augmenta el risc caigudes generalitzades de la llum per la baixa tensió.
- Ans al contrari, es desenvolupen solucions per emmagatzemar l'energia excedentària. Les tècniques per emmagatzemar energia elèctrica encara són en fase de desenvolupament. Tot i això la capacitat i la qualitat de les bateries augmenta així com les tecnologies per a la conversió d'electricitat en gas (power to gas) progressen cada any.[16] La transformació en hidrògen, per exemple, no seria gaire rendible si calgués cremar energia fòssil. Això canvia quan el corrent eòlic esdevé «gratuït» al moment que l'alternativa és parar les aerogeneradores per tal d'evitar una sobrecàrrega de la xarxa. El 2018 es va inaugurar la primera planta pilot de producció de metà a Sabadell, a partir de l'excedent de llum de fonts renovables aleatòries.[17]

A més, altres problemes són:
- Tècnicament, un dels problemes més importants dels aerogeneradors és l'anomenat forat de tensió. Davant d'un d'aquest fenòmens, les proteccions dels aerogeneradors amb motor de gàbia d'esquirol es desconnecten de la xarxa per a evitar ser malmesos i, per tant, provoquen noves pertorbacions a la xarxa, en aquest cas, de falta de subministrament. Aquest problema se soluciona bé mitjançant la modificació del sistema elèctric dels aerogeneradors, la qual cosa és bastant costosa, o bé amb la utilització de motors síncrons.

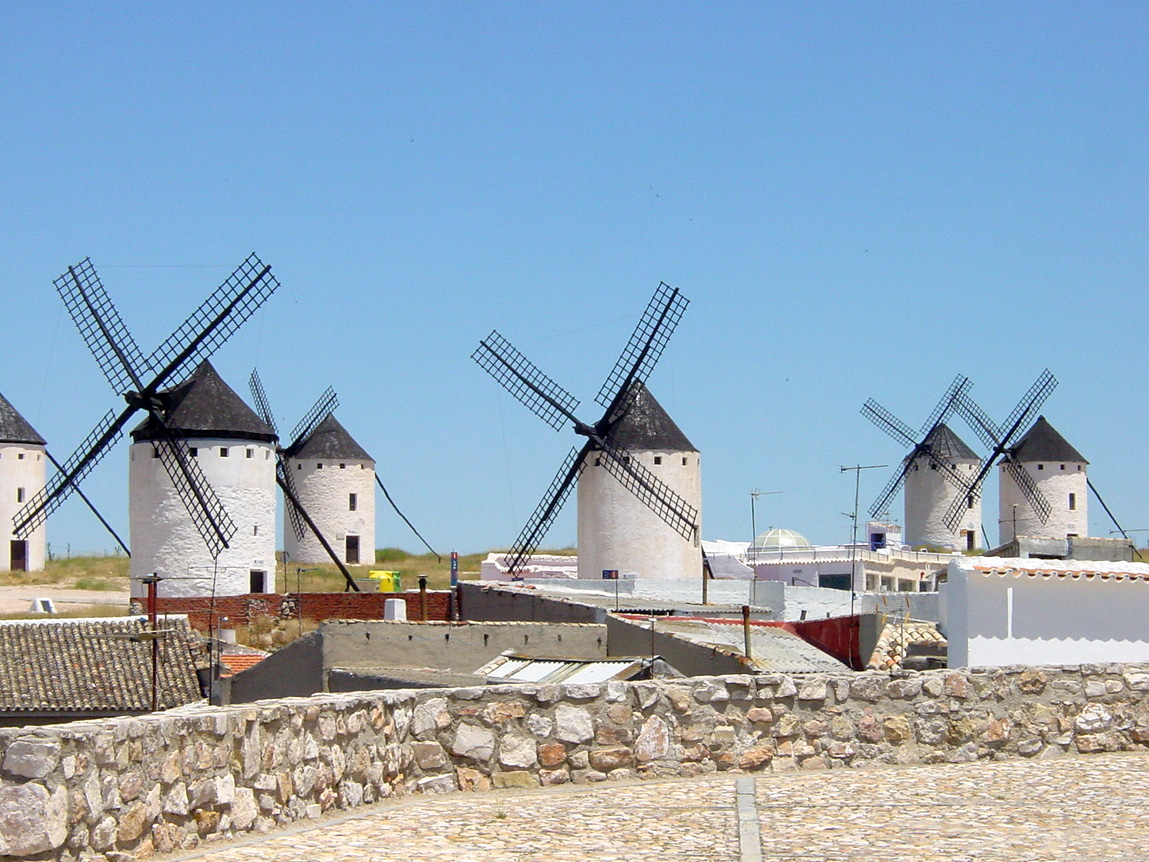
Molins a La Manxa, famosos des de la publicació de la novel·la Don Quixot de la Manxa el 1605, són un patrimoni nacional d'Espanya.

- Molins a La Manxa, famosos des de la publicació de la novel·la Don Quixot de la Manxa el 1605, són un patrimoni nacional d'Espanya.Un dels grans inconvenients d'aquest tipus de generació, és la dificultat intrínseca de preveure la generació amb antelació. Atès que els sistemes elèctrics són operats calculant la generació amb un dia d'antelació en vista al consum previst, l'aleatorietat del vent dificulta la planificació. Els últims avenços en previsió del vent han millorat moltíssim la situació, però continua essent un problema. De la mateixa manera, els grups de generació eòlica no poden utilitzar-se com a nus oscil·lant d'un sistema.
- A més de l'evident necessitat d'una velocitat mínima del vent per a poder moure les aspes, existeix també una limitació superior: una màquina pot atènyer el màxim de la seva potència, però si el vent augmenta just el necessari per sobrepassar les especificacions del molí, és obligatori desconnectar aquest circuit de la xarxa o canviar la inclinació de les aspes per tal que deixen de girar, ja que amb vent d'altes velocitats, l'estructura pot ser malmesa pels esforços que apareixen a l'eix. La conseqüència immediata és un descens evident de la producció elèctrica, tot i existir vent en abundància, i un altre factor més d'incertesa a l'hora de comptar amb aquesta energia a la xarxa elèctrica de consum.

### Aspectes medioambientals

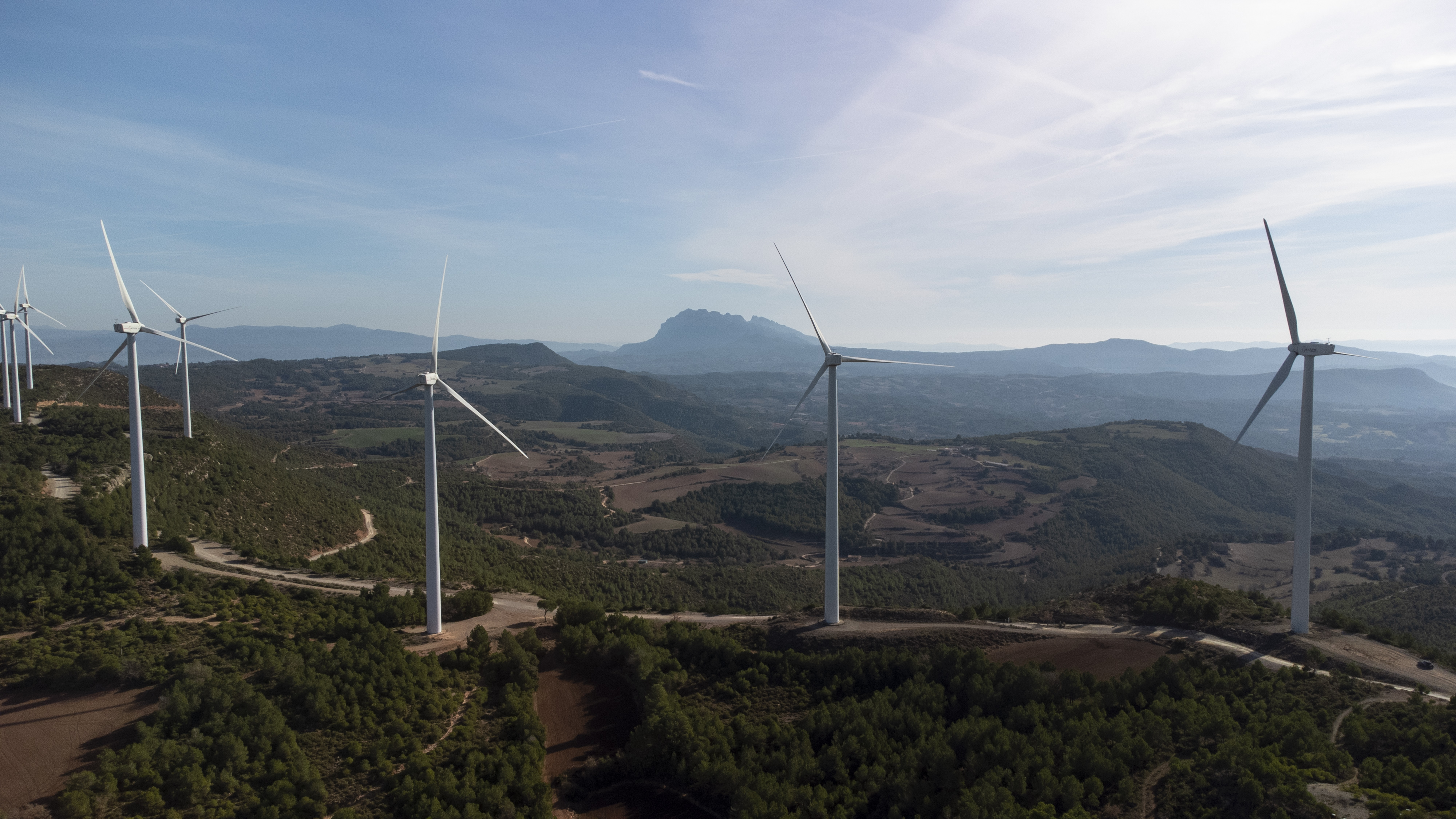
Planta eòlica afectant les vistes de la muntanya de Montserrat a Rubió, a l'Anoia.

- Generalment es combina amb centrals tèrmiques, la qual cosa porta que existeixin els qui critiquen que realment no s'estalviïn massa emissions de diòxid de carboni. No obstant això, s'ha de tenir en compte que cap forma de producció d'energia té el potencial de cobrir tota la demanda i la producció energètica basada en renovables és menys contaminant, per la qual cosa la seva aportació a la xarxa elèctrica és netament positiva.
- Existeixen parcs eòlics a Espanya a espais protegits com a ZEPA i Lloc d'Importància Comunitària de la Red Natura 2000, la qual cosa és una contradicció. Si bé la possible inserció d'algun d'aquests parcs eòlics a les zones protegies té un impacte reduït a causa de l'aprofitament natural dels recursos, quan l'expansió humana envaeix aquestes zones, les altera sense que això produeixi cap bé.
- Al començament de la seva instal·lació, les zones seleccionades per a això van coincidir amb les rutes dels ocells migratoris, o zones on els ocells aprofitaven vents de vessant, cosa que fa que entrin en conflicte els aerogeneradors amb aus i ratpenats. Afortunadament els nivells de mortaldat són molt baixos en comparació amb altres causes com per exemple els atropellaments. Tot i això, alguns experts independents asseguren que la mortaldat és alta. Actualment els estudis d'impacte ambiental necessaris per al reconeixement del pla de parc eòlic tenen en consideració la situació ornitològica de la zona. A més, atès que els aerogeneradors actuals són de baixa velocitat de rotació, el problema de xoc amb les aus està reduint el problema.P.E. Collet dels Feixos. Impacte en el sòl: Desmunts, terraplenys i pistes d'accés.

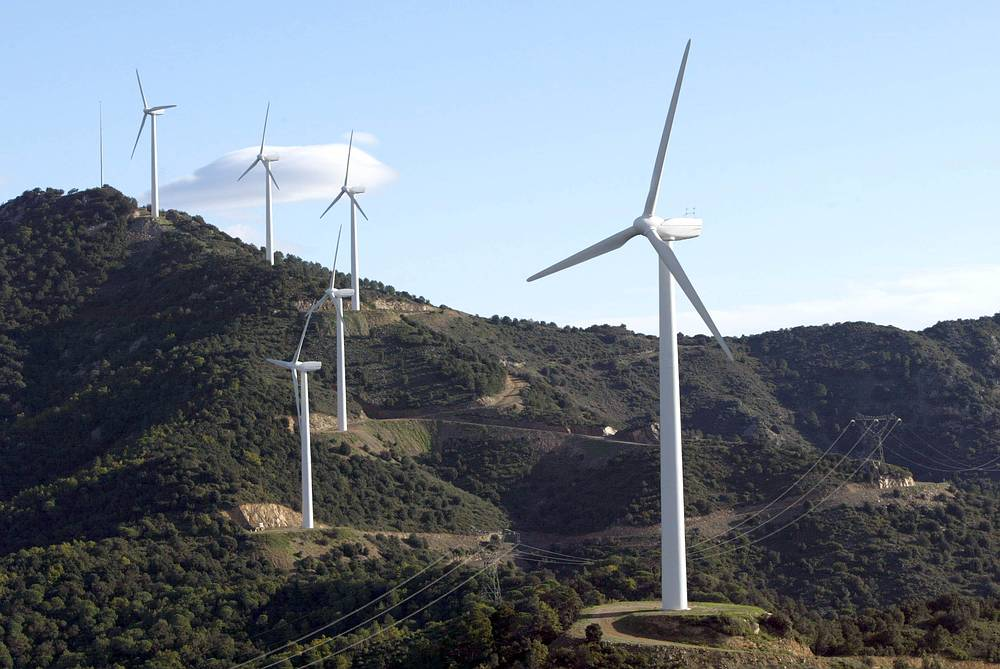
P.E. Collet dels Feixos. Impacte en el sòl: Desmunts, terraplenys i pistes d'accés.

- L'impacte al paisatge és una nota important a causa de la disposició dels elements horitzontals que el componen i l'aparició d'un element vertical com és l'aerogenerador. Produeixen l'anomenat "efecte discoteca": aquest efecte apareix quan el sol és darrere dels molins i les ombres de les aspes es projecten amb regularitat sobre jardins i finestres, parpellejant de manera tal que la gent va denominar aquest fenomen efecte discoteca. Això, juntament amb el soroll, que pot portar a la gent fins a un alt nivell d'estrès, amb efectes de consideració per a la salut. Això no obstant, la millora dels dissenys dels aerogeneradors ha permès reduir progressivament el soroll que produeixen.
- L'apertura de pistes i la presència d'operaris als parcs eòlics fa que la presència humana sigui constant a llocs fins ara poc transitats, la qual cosa també afecta a la fauna.

## Generació de combustible a partir d'energia eòlica
La generació de combustible a partir d'energia eòlica és una possibilitat estudiada en un treball d'ensenyament secundari com a alternativa a altres combustibles, que consistiria a l'obtenció d'hidrogen per hidròlisi de l'aigua a partir de l'energia generada per mitjà de l'energia eòlica. Se suposa que la combustió de l'hidrogen no tindria l'objectiu de crear electricitat sinó que s'utilitzaria directament en, per exemple, autobusos (els de Barcelona, per exemple, funcionen parcialment amb hidrogen). 	
L'element clau d'aquest treball és l'energia del vent, utilitzada durant moltes etapes de la humanitat, primer amb la invenció de la vela, els tradicionals molins per moldre gra i finalment els aerogeneradors productors d'electricitat. El treball escolar proposa que l'energia cinètica del vent es podria transformar en energia elèctrica que s'utilitzaria per a la producció d'un combustible, en particular, l'hidrogen; mitjançant una reacció d'hidròlisi on l'energia elèctrica separa l'oxigen i l'hidrogen que hi ha a l'aigua, la reacció òbviament es fa dins un reactor tancat i mitjançant un sistema de mànegues i sifons diposita l'hidrogen en un dipòsit d'emmagatzemament.
L'hidrogen que s'obté és net, ja que durant el procés d'obtenció no s'emet cap tipus d'agent contaminant a l'atmosfera i en la posterior utilització del combustible tampoc perquè l'únic residu que allibera l'hidrogen és vapor d'aigua.